# Evert Brouwers (voetballer)
Evert Brouwers (Zeist, 17 juni 1990) is een Nederlands voetballer die als aanvaller speelt.

## Carrière
Brouwers debuteerde voor op 19 januari 2011 voor FC Utrecht als invaller in de wedstrijd tegen VVV-Venlo. Hij speelde in de jeugd voor SV Zeist en voor SV Houten. Zijn beste leerschool was de voetbalkooi voor zijn huis in de Verzetswijk in Zeist. Hij maakte zijn eerste doelpunt in een vol stadion Stadion Galgenwaard op 12 oktober 2007 tijdens de afscheidswedstrijd van FC Utrecht clubicoon Jean-Paul de Jong.
In het seizoen 2012/13 speelde hij voor AGOVV Apeldoorn. Na het faillissement van die club in januari 2013 stapte hij over naar DOVO. In 2014 ging hij voor SDC Putten spelen en in 2015 keerde hij terug bij Zeist. Hij bleef hierna actief in het amateurvoetbal.

## Loopbaan
| Seizoen | Club            | Wedstrijden | Doelpunten | Competitie             |
| ------- | --------------- | ----------- | ---------- | ---------------------- |
| 2010/11 | FC Utrecht      | 3           | 0          | Eredivisie             |
| 2011/12 | FC Utrecht      | 0           | 0          | Eredivisie             |
| 2012/13 | AGOVV Apeldoorn | 3           | 0          | Eerste divisie         |
|         | DOVO            |             |            | Zaterdag Hoofdklasse A |